# The One and Only Ivan
The One and Only Ivan é um filme de fantasia americano de 2020 dirigido por Thea Sharrock a partir de um roteiro escrito por Mike White, baseado no romance infantil de mesmo nome de K. A. Applegate. Inspirado na história real do gorila Ivan, o filme estrela as vozes de Sam Rockwell como Ivan, ao lado de Angelina Jolie, Danny DeVito, Helen Mirren, Brooklynn Prince, Chaka Khan, Ron Funches, Phillipa Soo e Mile White, com personagens humanos retratado por Ramón Rodríguez, Ariana Greenblatt e Bryan Cranston.
O projeto foi anunciado pela primeira vez em 2014 e entrou em produção dois anos depois. O elenco foi montado entre outubro de 2017 e maio de 2018, com as filmagens ocorrendo na Flórida no verão de 2018. Originalmente planejado para ter um lançamento teatral, The One and Only Ivan foi lançado digitalmente no Disney+ em 21 de agosto de 2020, e recebeu mixado para resenhas positivas dos críticos.

## Elenco
- Bryan Cranston como Mack
- Ramón Rodríguez como George
- Ariana Greenblatt como Julia
- Owain Arthur como Castello
- Hannah Bourne como Helen
- Indira Varma como Dra. Maya Wilson
- Eleanor Matsuura como Candance Taylor
- Mike White como Motorista

### Vozes
- Sam Rockwell como Ivan
- Angelina Jolie como Stella
- Danny DeVito como Bob
- Helen Mirren como Snickers
- Brooklynn Prince como Ruby
- Chaka Khan como Henrietta
- Ron Funches como Murphy
- Phillipa Soo como Thelma